# پلی‌نزی فرانسه
پُلی‌نِزی فرانسه (به فرانسوی: Polynésie française، به زبان تاهیتی: Pōrīnetia Farāni، به انگلیسی: French Polynesia) یکی از قلمروهای فرادریایی فرانسه در بخش جنوبی اقیانوس آرام، جنوب جزایر کرولاین و شرق جزایر کوک است. این کشور از ۱۱۸ جزیره تشکیل شده که ۶۷ تای آن‌ها قابل سکونت است. مجموع جمعیت ساکن در این جزایر حدوداً ۲۷۶ هزار نفر است، که عمدتاً در بزرگ‌ترین جزیره به نام تاهیتی (یا تائیتی Tahiti)، و پایتخت این کشور در جزیرهٔ تاهیتی، شهر پاپِه ته (Papeete)، زندگی می‌کنند. از سال ۱۸۸۹ این مجموعه جزایر به تصاحب دولت فرانسه درآمد، و نام پلی‌نزی فرانسوی (Polynésie française) را به خود گرفت.

## تاریخ
پلی‌نزی فرانسه یکی از واپسین نواحی کره زمین بود که انسان‌ها در آن سکونت گزیدند. پژوهشگران بر این باورند که مهاجرت بزرگ به پلی‌نزی در حدود ۱۵۰۰ پیش از میلاد رخ داد یعنی زمانی که مردم تایوانی‌تبار و مردمی از جنوب شرق آسیا با استفاده از روش‌های ناوبری با ستارگان به جستجوی جزایر در این آب‌ها رفتند. نخستین جزیره‌های پلی‌نزی فرانسه که مسکونی شدند جزایر مارکساس بودند و این امر در حدود ۲۰۰ پیش از میلاد روی داد. بومیان پلی‌نزی بعدها سفرهای آبی خود را به سوی جنوب غرب ادامه داده و در حدود سال ۳۰۰ جزایر سوسایتی را کشف کردند.
فرانسه در سال ۱۷۶۸ مالکیت خود را بر این جزایر اعلام کرد و در سال ۱۹۰۳ پلینزی به صورت مستعمرهٔ فرانسه درآمد. در سال ۱۹۶۲ پایگاه آزمایش‌های هسته‌ای قبلی فرانسه در الجزایر و در نتیجهٔ استقلال این کشور بسته شد و مورواورا آتول در مجمع‌الجزایر تواماتو به عنوان سایت جدید انتخاب شد. آزمایش‌ها از سال ۱۹۷۴ زیرزمینی انجام شد. در سال ۱۹۹۵ فرانسه با اعتراضات گسترده به علت تمدید ۳ سالهٔ آزمایش‌های هسته‌ای در جزیرهٔ فانگاتائوفا مواجه شد. در نتیجه آخرین آزمایش در ۲۷ ژانویه ۱۹۹۶ انجام در ۲۹ ژانویه ۱۹۹۶ فرانسه اعلام کرد که به پیمان منع جامع آزمایش هسته‌ای تن در داده است و دیگر تست سلاح‌های هسته‌ای را انجام نمی‌دهد. به منظور جبران خسارات ناشی از آزمایش‌های هسته‌ای که در پولینزیا انجام شد، فرانسه برای یک دورهٔ ده ساله، سالیانه مبلغ ۱۹۴ میلیون دلار اختصاص داده است.
اخیراً جنبش‌های استقلال‌طلبانه‌ای در پلی‌نزی فرانسه شکل گرفته است، در سال ۲۰۰۴، فرانسه وضعیت پلی‌نزی فرانسه را از " سرزمین فرادریایی فرانسه به کشور فرادریایی تغییر داده است.
طی چند سال گذشته نیز فرانسه به پلی‌نزی فرانسه خودمختاری بیشتر داده است. در سپتامبر ۲۰۰۵، آن بوکوئه به عنوان مأمور عالی رتبهٔ دولت فرانسه در پولینزیای فرانسه انتخاب شد، در ۱۳ سپتامبر ۲۰۰۷، اسکار تمارو به عنوان رئیس‌جمهور پولینزیای فرانسه انتخاب شد، تمارو در ۲۷ ژانویهٔ ۲۰۰۸ از سمتش استعفا داد و آنتونی گروس جایگزین او شد.

## جغرافیا
پایتخت پلی‌نزی فرانسه، شهر پاپِه ته واقع در جزیرهٔ تاهیتی با ۲۶٬۰۱۷ نفر جمعیت می‌باشد.
مساحت پولینزی فرانسه ۴٬۱۶۷ کیلومتر مربع و جمعیت آن ۲۵۹٬۵۹۶ نفر می‌باشد.
از مهم‌ترین جزایر پولینزی فرانسه می‌توان به مارکوئساس، ماکاتیا، گامبیه، توآموتو، جزایر سوسایتی (تاهیتی، موریا)، اوسترال و جزایر کلیپرتون اشاره کرد. پولینزی فرانسه از حدود ۱۱۸ جزیره و تپهٔ دریایی تشکیل شده است.

## تقسیمات کشوری

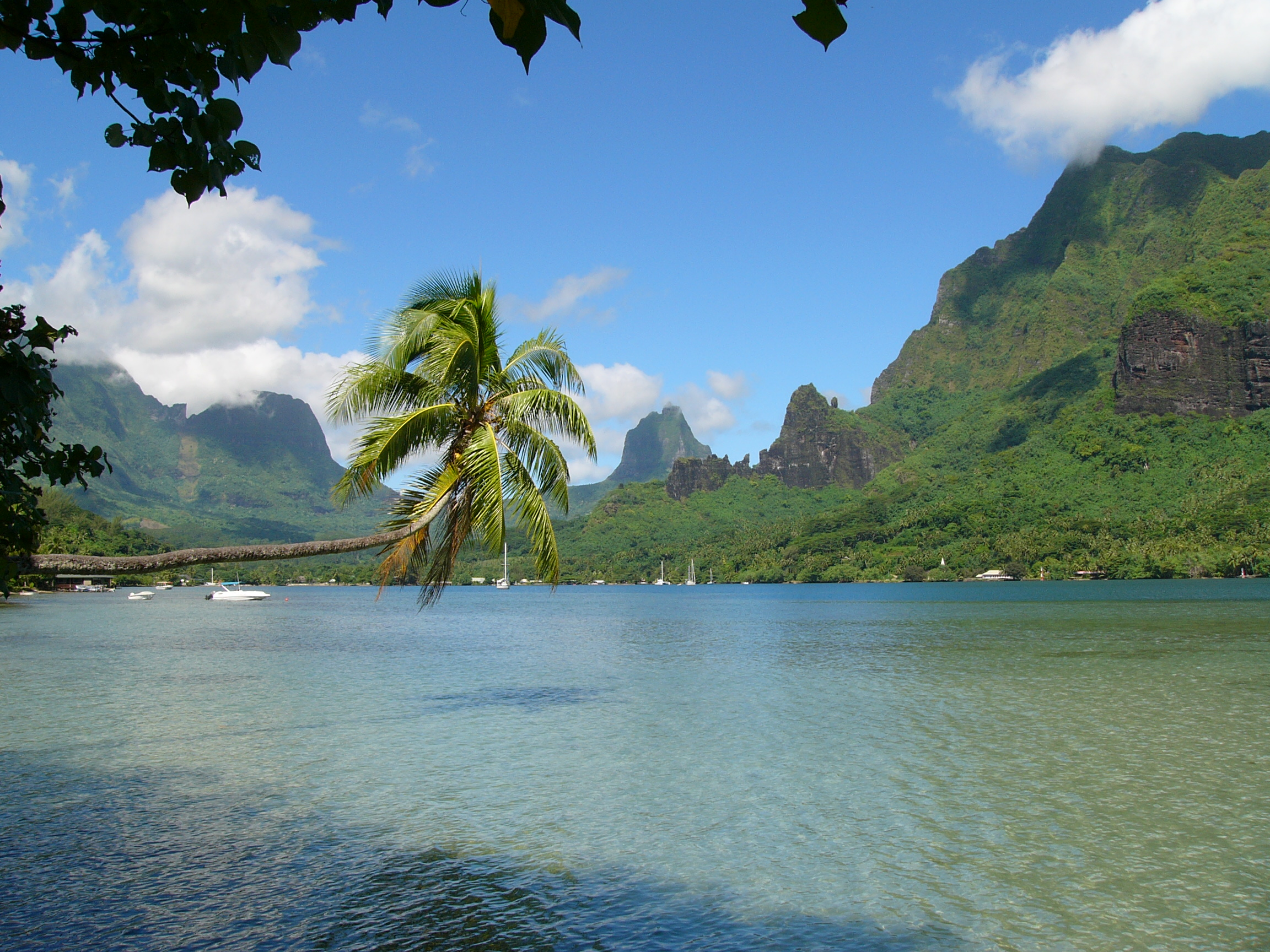
نمایی از خلیج کوک، در موئورئا، واقع در پلی‌نزی فرانسه.

- معروفترین و پرجمعیت‌ترین جزیره در پلی‌نزی فرانسه، جزیره تاهیتی در جزایر سوسایتی[۱۱] است. تاهیتی همچنین پایتخت ناحیه پاپِه ته است.

| جمعیت | نام جزیره       | نام مجمع الجزایر    | موقعیت                                                   |
| ----- | --------------- | ------------------- | -------------------------------------------------------- |
|       | جزیره نوکو-هیوا | جزایر مارکیز        |                                                          |
|       | هاتوتو          | جزایر مارکیز        |                                                          |
|       | ایائو           | جزایر مارکیز        |                                                          |
|       | جزیره هیوا اوآ  | جزایر مارکیز        | مغرب نصف النهار °۱۴۰ غربی روی مدار °۱۰ جنوبی             |
|       | جزیره موکاهیوا  | جزایر مارکیز        | مغرب نصف النهار °۱۴۰ جنوبی شمال مدار °۱۰ جنوبی           |
|       | راپا            | جزایر توبوآی        | نصف النهار ۱۴۰ درجه غربی شمال مدار ۳۰° درجه جنوبی        |
|       | گامبیر          | مجمع‌الجزایر تواموتو | میان دو نصف النهار °۱۲۰ و °۱۳۰ غربی جنوب مدار °۲۰ جنوبی  |
|       | ناپوکا          | مجمع‌الجزایر تواموتو |                                                          |
|       | تپوتو           | مجمع‌الجزایر تواموتو |                                                          |
|       | ماتایوه         | مجمع‌الجزایر تواموتو |                                                          |
|       | جزیره مواُوریا   | جزایر سوسایتی       |                                                          |
|       | ماکاتی Makatea  | جزایر سوسایتی       | روی خط نصف النهار °۱۵۰ غربی میان مدارهای °۱۰ و °۲۰ جنوبی |
|       | مانگایا Mangaia | جزایر سوسایتی       |                                                          |
|       | تاهیتی Tahiti   | جزایر سوسایتی       | مشرق نصف النهار °۱۵۰ غربی شمال مدار °۲۰ جنوبی            |

## نژاد، مذهب، زبان
- ۷۸ ٪ مردم پولینزیای فرانسه را، پولینزیایی، ۱۲ ٪ را چینی و ۱۰ ٪ را نیز فرانسوی تشکیل می‌دهند.
- ۸۴ ٪ مردم پولینزیای فرانسه مسیحی (۵۴ ٪ مسیحی-پروتستان، ۳۰ ٪ مسیحی-کاتولیک) و بقیه نیز بی‌دین هستند.
- زبان‌های فرانسوی و پولینزیایی دو زبان رسمی پولینزیای فرانسه هستند.

## اقتصاد
پول رایج پلی نزی فرانسه، فرانک اقیانوسیه CFP است، که دارای نرخ تبدیل ثابتی با یورو می‌باشد. تولید ناخالص داخلی (GDP) پلی‌نزی فرانسه در سال ۲۰۱۹ برابر با ۶٫۰۱ میلیارد دلار آمریکا به نرخ ارز بازار بود که هفتمین اقتصاد بزرگ اقیانوسیه پس از استرالیا، نیوزیلند، هاوایی، پاپوآ گینه نو، کالدونیای جدید و گوام محسوب می‌شد. تولید ناخالص داخلی سرانه معادل ۲۱٬۶۱۵ دلار آمریکا در سال ۲۰۱۹ بود (به نرخ ارز بازار، نه بر اساس برابری قدرت خرید)، کمتر از هاوایی، استرالیا، نیوزیلند، گوام و کالدونیای جدید بوده، اما بالاتر از سایر ایالت‌های جزیره‌ای مستقل و قلمروهای وابسته اقیانوسیه قرار دارد.
پلی‌نزی فرانسه به شدت تحت تأثیر بحران مالی جهانی سال ۲۰۰۸ و رکود بزرگ متعاقب آن قرار گرفت و در نتیجه ۴ سال رکود را از سال ۲۰۰۹ الی ۲۰۱۹ تجربه نمود. رشد اقتصادی پلی نزی فرانسه در دهه ۲۰۱۰ بازسازی شده و متوسط نرخ رشد
تولید ناخالص داخلی حقیقی ۲٫۸ درصدی در طی سالهای ۲۰۱۶ الی ۲۰۱۸ محقق شد. قبل از اینکه تحت تأثیر همه‌گیری کووید-۱۹ در سال ۲۰۲۰ قرار گیرد، که منجر به رکود دیگری شده است.
پولینزی فرانسه اقتصادی نسبتاً توسعه یافته دارد که به کالاهای وارداتی، گردشگری و کمک های مالی از سرزمین اصلی فرانسه وابسته است. امکانات و زیرساخت های گردشگری به خوبی توسعه یافته و در جزایر اصلی موجود هستند. عمده تولیدات کشاورزی نارگیل (مغز نارگیل)، میوه ها و سبزیجات جات هستند. پلی‌نزی فرانسه آب توت هندی( نُوْنی)، وانیل با کیفیت بالا، و مروارید سیاه معروف تاهیتی را صادر می‌کند که ۵۵ درصد از صادرات (از نظر ارزش) را در سال ۲۰۰۸ به خود اختصاص داد.
بستر دریای پلی‌نزی فرانسه حاوی ذخایر غنی از نیکل، کبالت، منگنز و مس است،اما مردم این کشور هرگز تلاشی برای استخراج آن نکرده‌اند؛ چرا که به قیمت آلودگی محیط و افت کیفیت زندگی در این منطقه تمام می‌شود..
در سال ۲۰۰۸، واردات پلی‌نزی فرانسه ۲.۲ میلیارد دلار و صادرات ۰.۲ میلیارد دلار آمریکا بود.

## تولیدات و درآمد پولینزی فرانسوی‌ها
مهم‌ترین صادرات پولینزی فرانسوی را مروارید سیاه تشکیل می‌دهد. بسیاری از مردم این کشور به پرورش صدف لبه سیاه مشغولند که به‌طور طبیعی مروارید سیاه تولید می‌کند. اما قطعاً مهم‌ترین منبع درآمد پولینزی فرانسوی صنعت توریست است.
به لطف درآمد زیاد از گردشگری و صادرات مروارید سیاه و محصولات کشاورزی و شیلات، پولینزی فرانسوی کشوری مترقی به حساب می‌آید؛ اما این کشور کشوری صنعتی نیست. پولینزی فرانسوی نه نیاز به صنعت پیشرفته دارد و نه امکان آن را. اگرچه کف آب‌های کم عمق پولینزی فرانسوی سرشار از عناصر معدنی است، اما مردم این کشور هرگز تلاشی برای استخراج آن نکرده‌اند؛ چرا که به قیمت آلودگی محیط و افت کیفیت زندگی در این منطقه تمام می‌شود.
کلمه تابو که فروید از آن در نظریه‌های خود استفاده کرده است، از زبان پلینزی گرفته شده است. واژه‌ای که مدلول آن دیگر در میان ما وجود ندارد. توتم و تابو زیگموند فروید "